# Alessandro Urzì

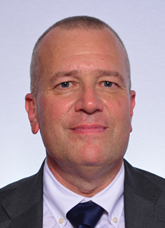
Alessandro Urzì, 2022

Alessandro Urzì (* 7. Mai 1966 in Bozen) ist ein italienischer Politiker aus Südtirol. Im Laufe seiner politischen Karriere vertrat er der Reihe nach die rechtsgerichteten Parteien Alleanza Nazionale, Il Popolo della Libertà, Futuro e Libertà per l’Italia, L’Alto Adige nel cuore und Fratelli d’Italia.

## Biographie
Urzì wuchs in Bozen als Sohn des langjährigen Regierungskommissars Mario Urzì auf. Er begann seine berufliche Laufbahn als Journalist, zunächst für einen Radiosender und den lokalen Fernsehsender Video33. Später wechselte er in den Printbereich, wo er unter anderem Trentino-Südtirol-Korrespondent für die Mailänder Tageszeitung Il Giornale und Mitarbeiter der Nachrichtenagentur ANSA sowie der Tageszeitung Alto Adige war. 
Bei den Wahlen 1998 wurde er erstmals für die nationalkonservative Alleanza Nazionale in den Südtiroler Landtag und damit gleichzeitig den Regionalrat Trentino-Südtirol gewählt, bei den Wahlen 2003 bestätigt. Im Jahr 2007 wurde er Landesvorsitzender der Partei. Er setzte sich dabei gegen den Parlamentarier und ehemaligen Landesvorsitzenden Giorgio Holzmann durch. Im Rahmen der Landtagswahlen 2008 konnte er erneut ein Mandat erringen, diesmal auf der Liste der Partei Il Popolo della Libertà. 2010 kandidierte er erfolgreich bei den Bozner Kommunalwahlen, verzichtete aber kurze Zeit später auf seinen Sitz im Gemeinderat. Im selben Jahr schloss er sich der Abspaltung des PdL Futuro e Libertà per l’Italia um Gianfranco Fini an, von der er sich jedoch bald wieder löste.
2013 gründete Urzì die Partei L’Alto Adige nel cuore, mit der er bei den Landtagswahlen desselben Jahres mit 2,1 % und 3.492 persönlichen Vorzugsstimmen ein Restmandat erringen konnte. 2015 bewarb er sich um den Posten des Bozner Bürgermeisters: Urzì konnte im ersten Wahlgang zwar nur 12,7 % der Stimmen auf sich vereinen, gelangte aber als Zweitplatzierter in die Stichwahl gegen Amtsinhaber Luigi Spagnolli, gegen den er in der Folge mit 42,3 % gegen 57,7 % der Stimmen verlor. 2017 handelte er einen strategischen Zusammenschluss seiner Lokalpartei L’Alto Adige nel cuore mit Fratelli d’Italia aus.
Im Rahmen der Landtagswahlen 2018 zog Urzì mit 1,7 % und 2.189 Vorzugsstimmen ein fünftes Mal in den Landtag und Regionalrat ein. Bei den Parlamentswahlen 2022 kandidierte er im Mehrpersonenwahlkreis Vicenza in Venetien für die Abgeordnetenkammer, wodurch ihm aufgrund des Abschneidens seiner Partei der Einzug ins italienische Parlament gelang.